# Герпт
Герпт (нід. Herpt) — село в нідерландській провінції Північний Брабант. Входить до муніципалітету Гесден.
Його площа становить 5,44 км², а населення станом на 2021 рік складало 760 осіб.
До 1935 року мало статус окремого муніципалітету.

## Галерея

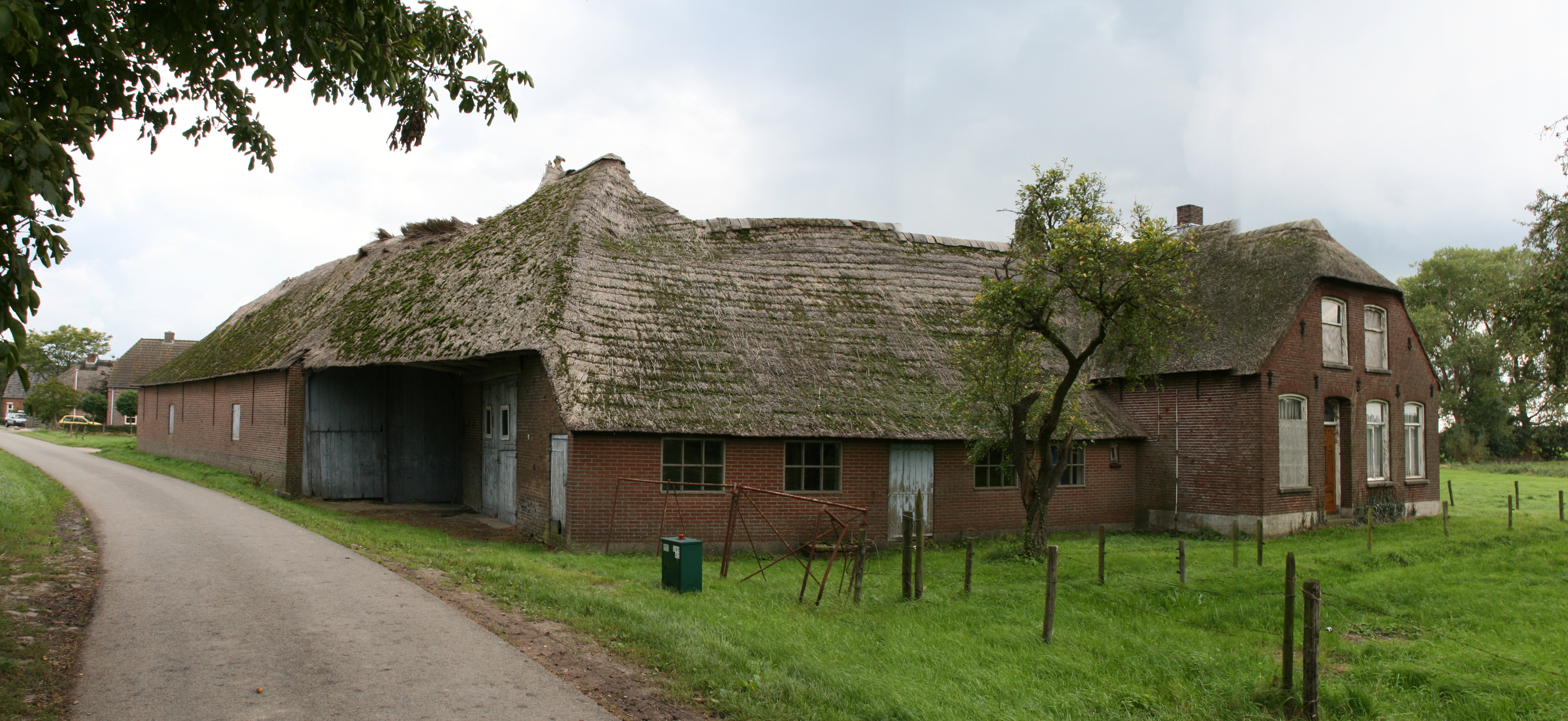
Ферма в Герпті
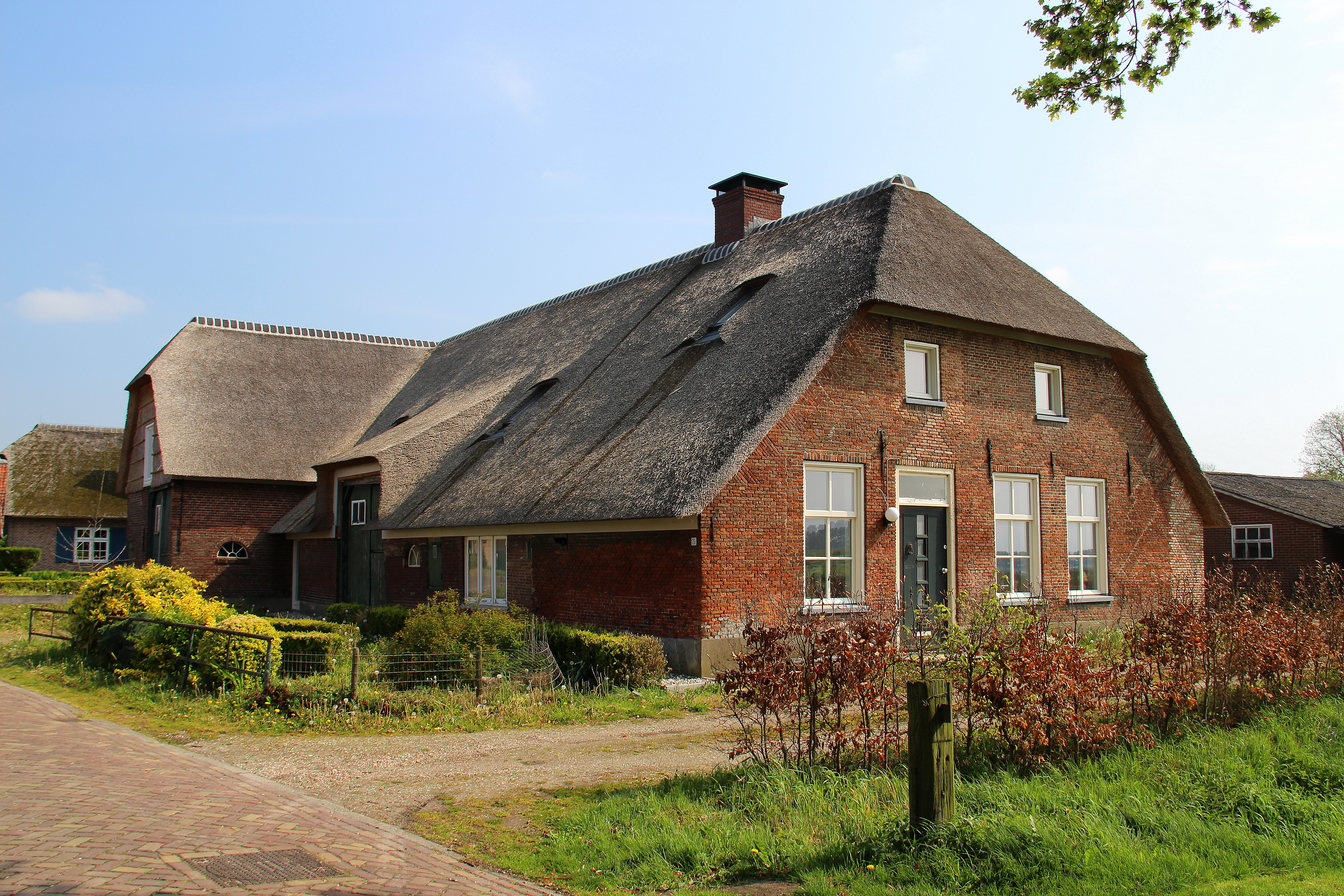
Ферма в Герпті